# Escut de Vilaplana
L'escut oficial de Vilaplana té el següent blasonament:
Escut caironat truncat: 1r d'argent i 2n de sinople; ressaltant sobre la partició una vila de gules tancada de sable. Per timbre, una corona mural de vila.

## Història
Va ser aprovat el 13 d'abril de 2010 i publicat al DOGC número 5.620 el 3 de maig del mateix any.
Es tracta d'un escut parlant referit al nom de la localitat. De fet, durant el segle xix Vilaplana ja havia utilitzat diversos segells municipals on es representava un gran edifici o diversos edificis juxtaposats que simbolitzaven una vila.